# پیتر بریج
پیتر بریج (انگلیسی: Peter Burridge؛ زادهٔ ۳۰ دسامبر ۱۹۳۳) بازیکن فوتبال اهل بریتانیا است.
از باشگاه‌هایی که در آن بازی کرده‌است می‌توان به باشگاه فوتبال کریستال پالاس، باشگاه فوتبال چارلتون اتلتیک، باشگاه فوتبال بدفورد تاون، باشگاه فوتبال میلوال، باشگاه فوتبال بارنت، و باشگاه فوتبال لیتون اورینت اشاره کرد.